# Bisbat de Ratisbona
El bisbat de Ratisbona és una seu episcopal de l'església Catòlica a Alemanya, sufragani de l'arquebisbat de Múnic i Freising. El 2010 tenia 1.230.586 batejats d'una població d'1.686.000 habitants. Actualment està regida pel bisbe Rudolf Voderholzer.

## Territori
El territori de la diòcesi comprèn la part oriental de Baviera, a l'Alemanya meridional.
La seu episcopal es troba a la ciutat de Ratisbona, on es troba la catedral de Sant Pere.
El territori està dividit en 631 parròquies, agrupades en 8 regions, subdividits en 33 deganats.

## Història

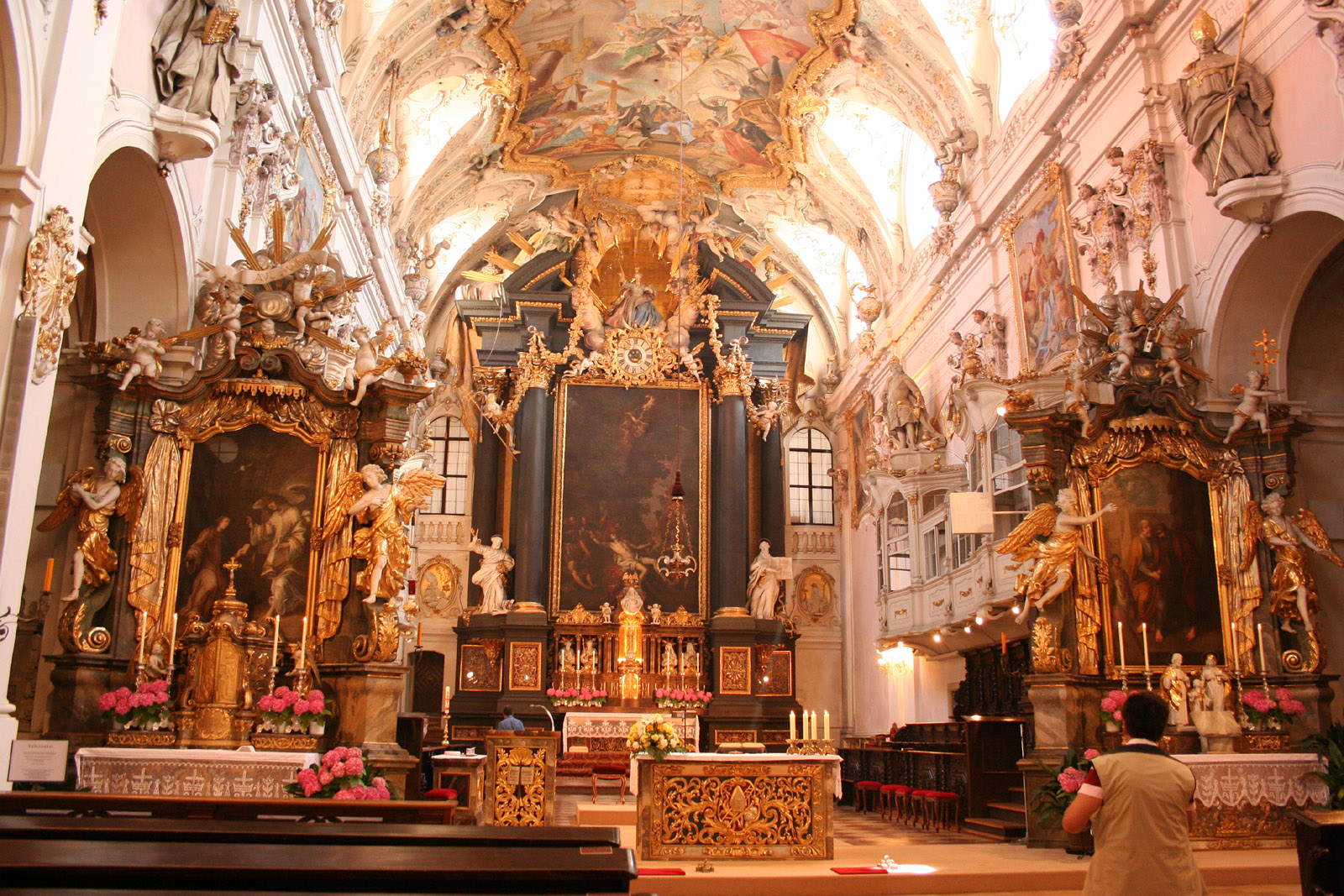
Interior barroc de la basílica de Sant Emmerà de Ratisbona. L'Abadia de Sant Emmerà va ser fundada el 739 i custòdia el cos del sant

Cap als segles vii i viii Ratisbona va ser el centre de l'evangelització de Baviera, i obra dels bisbes itinerants com sant Emmerà († 652), sant Rupert (vers el 697), sant Erard (vers 700-720) i el beat Albert (vers el 720).
Al 739 Bonifaci de Fulda dividí el ducat de Baviera en 4 diòcesis: Ratisbona, Freising, Passau i Salzburg.
Al 798 Salzburg va ser elevada a seu metropolitana i la diòcesi de Ratisbona esdevingué sufragània.
Al segle ix l'acció evangelitzadora es mogué cap a orient, rebent una àmplia zona eslava que comprenia Bohèmia, Moràvia, part de l'actual Eslovàquia i part de la Pannònia, les quals començaren a gravitar vers la diòcesi de Regensburg. El primer èxit de l'evangelització va ser el baptisme de catorze prínceps bohemis al 847 pel bisbe Baturico.
Al juny del 880 sant Medodi va ser elegit primer bisbe de Moràvia i Pannònia, amb seu a Nitra. La diòcesi de Nitra va crear-se a partir de territori de la de Regensburg, i posteriorment passaria el mateix amb la diòcesi de Praga, erigida al 937, la qual inicialment comprenia Bohèmia, Silèsia, Lusàcia, Moràvia, la Pannònia occidental fins als rius Vah i Danubi i la Baixa Àustria, entre els rius Thaya i Kamp.
Al 975 es fundà el famós cor de la catedral de Ratisbona, el Regensburger Domspatzen, que acompanyaria sense interrupció la història del bisbat.
Durant els segles x i xi van aparèixer nombrosos monestirs, la majoria dels quals adoptaren la regla benedictina. Durant els segles següents aparegueren més monestirs, principalment dels ordes carmelita, dominics i framenors. Durant el segle xiii el bisbat de Ratisbona es convertí en un principat eclesiàstic dins del Sacre Imperi.
Durant els primers 30 anys del segle xvi el bisbe Johann von der Pfalz s'oposà eficaçment a la Reforma protestant, però el seu successor, Pankraz von Sinzenhofen, deixà propagar-se les noves doctrines fins al punt que els protestants ocuparen la catedral. L'escenari canvià a favor dels catòlics durant la segona meitat del segle, fos per la situació política o bé per l'acció dels jesuïtes, que fundaren un col·legi a Ratisbona el 1589. Algunes parròquies van retornar al catolicisme el 1614.
Posteriorment, la Guerra dels Trenta Anys va causar molt de mal a la ciutat i a la diòcesi, que van veure els seus béns robats, el clergat assetjats i el bisbe va ser empresonat.
El seminari diòcesi va ser establert el 1653.
El bisbe Albrecht Sigismund va començar el 1668 la sèrie de bisbes de la Casa de Baviera, que ocuparien la seu de Ratisbona durant 95 anys.
El 1803 Napoleó va traslladar l'arquebisbe de Magúncia a Ratisbona amb el títol d'arquebisbe de Ratisbona i primat d'Alemanya. Aquestes decisions van ser ratificades pel Papa Pius VII l'1 de febrer de 1805 mitjançant la butlla In universalis Ecclesiae.
El 1810, durant l'època napoleònica, tot i que va estar present com a bisbe coadjutor el cardenal Joseph Fesch, oncle de l'emperador francès, acabà el principat eclesiàstic, que va ser annexionat pel Regne de Baviera. El 1817, amb la mort de l'arquebisbe, Ratisbona tornà a ser una diòcesi sufragània, assignada a la nova seu metropolitaana de Munic i Freising després del Concordat de 1817-1818.

## Cronologia episcopal

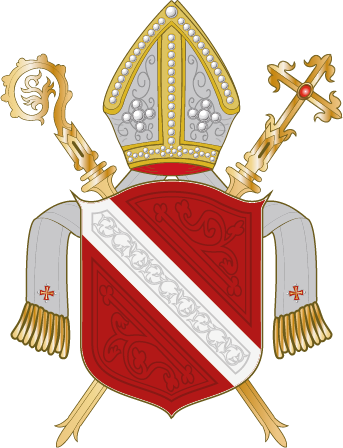
Escut de la diòcesi

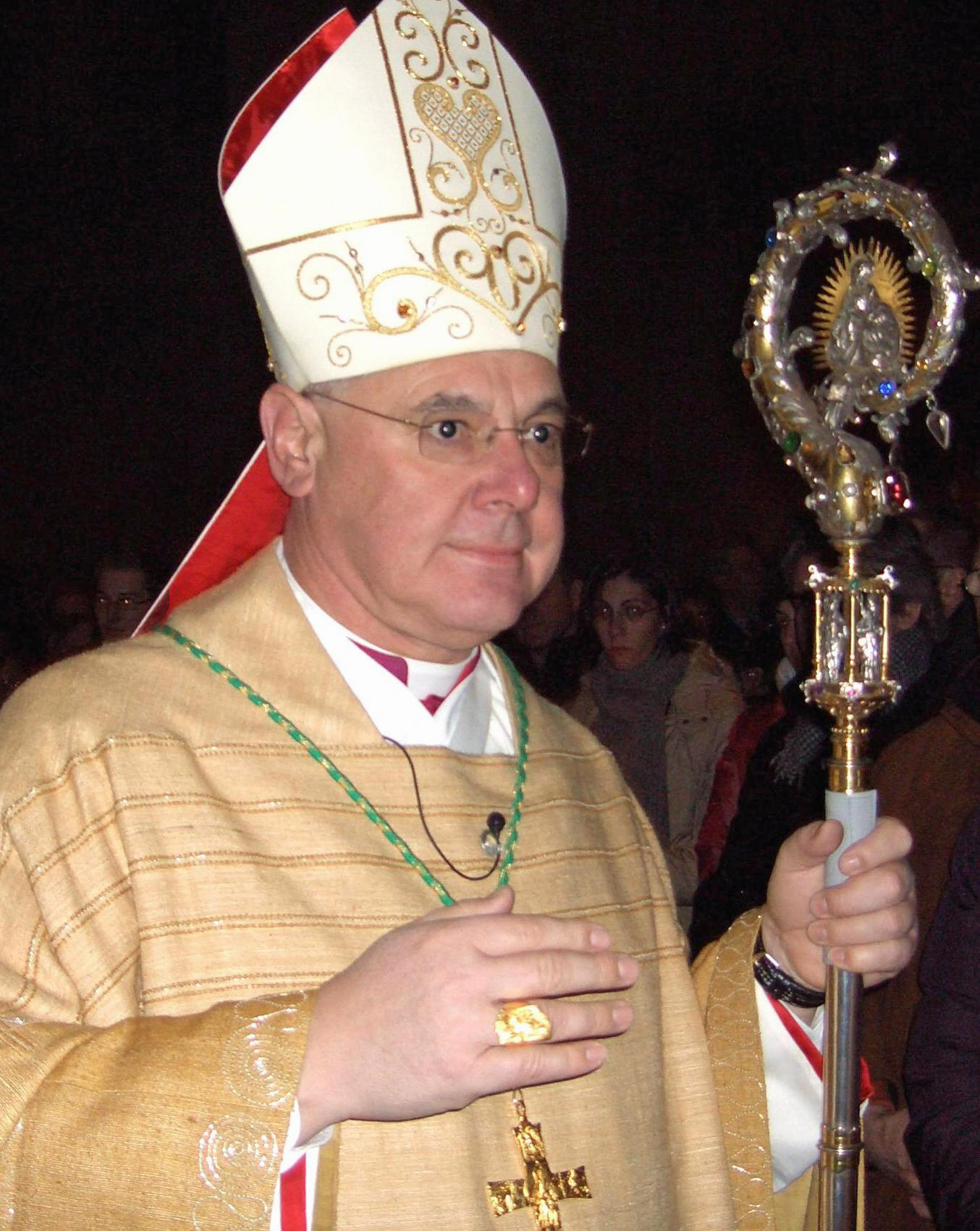
El cardenal Gerhard Ludwig Müller

- Beat Gaubaldo † (739 - 23 de desembre de 761 mort)
- Sigerico † (762 - 768 ? mort)
- Simperto o Sindberto † (768 - 29 de setembre de 791 mort)
- Adalvino † (791 - 12 d'octubre de 816 mort)[2]
- Baturico † (817 - 12 de gener de 847 mort)
- Erchanfrido † (847 - 1 d'agost de 864 mort)
- Ambrico † (864 - 14 de juliol de 891 mort)
- Ansperto † (891 - 12 de març de 893 o 894 mort)
- Beato Tuto † (893 o 894 - 10 d'octubre de 930 mort)
- Isangrim † (930 - 4 de gener de 941 mort)
- Beat Gunther † (941 - 8 d'octubre de 941 mort)
- Michele † (941 - 23 de setembre de 972 mort)
- San Wolfgang † (972 - 31 d'octubre de 994 mort)
- Gebardo de Svevia † (994 - 27 de març de 1023 mort)
- Gebardo de Hohenwart † (1023 - de març de 1036 mort)
- Gebardo de Hohenlohe † (1036 - 2 de desembre de 1060 mort)
- Otto de Riedenburg † (1060 - 6 de juliol de 1089 mort)
- Gebardo de Gosham † (1089 - 14 de juliol de 1105 o 1106 mort)
- Hartwig de Spanheim † (1106 - 3 de març o 17 de maig de 1126 mort)
- Konrad † (1126 - 19 de maig de 1132 mort)
- Enrico de Wolfratshausen † (1132 - 10 de maig de 1155 mort)
- Hartwig de Ortenburg † (1155 - 22 d'agost de 1164 mort)
- Eberardo lo Svevo † (1164 - 24 d'agost de 1167 mort)
- Corrado de Raitenbuch † (17 d'octubre de 1167 - 11 de juny de 1185 mort)
- Corrado de Laichling † (3 de març de 1187 consacrato - 23 d'abril de 1204 mort)
- Corrado de Frontenhausen † (23 d'abril de 1204 - 9 d'abril de 1226 mort)
- Sigfrid de Regensburg † (10 de juny de 1227 - 19 de març de 1246 mort)
- Alberto de Pietengau † (1247 - 1259 deposat)
- Sant Albert Magne, O.P. † (5 de gener de 1260 - febrer de 1262 dimití)
- Leo Thundorfer † (11 de maig de 1262 - 12 de juliol de 1277 mort)
- Enrico von Rotteneck † (18 d'agost de 1277 - 26 de juliol de 1296 mort)
- Corrado von Luppurg † (1 d'agost de 1296 - 26 de gener de 1313 mort)
- Nicholaus von Stachowitz † (9 d'abril de 1313 - 11 d'octubre de 1340 mort)
- Federico de Zollern-Norimberga † (8 de març de 1342 - d'abril de 1365 mort)
- Enrico von Stein † (1365 - 1368 mort)
- Corrado von Haimberg † (4 de desembre de 1368 - 31 de juliol de 1381 mort)
- Teodorico von Abensberg † (1381 - 5 de novembre de 1383 mort)
- Johann von Moosburg † (16 d'octubre de 1384 - 25 d'abril de 1409 mort)
- Alberto von Stauf † (24 de juliol de 1409 - 10 de juliol de 1421 mort)
- Giovanni von Streitberg † (24 de setembre de 1421 - 1 d'abril de 1428 mort)
- Corrado von Soest † (16 de juny de 1428 - 10 de maig de 1437 mort)
- Friedrich von Parsberg † (28 de juny de 1437 - 28 de febrer de 1450 mort)
- Friedrich von Plankenfels † (23 de març de 1450 - 24 de maig de 1457 mort)
- Rupert von Bayern-Moosbach † (4 de setembre de 1457 - 1 de setembre de 1465 mort)
- Heinrich von Absberg † (3 de gener de 1466 - 26 de juliol de 1492 mort)
- Rupert von Bayern † (26 de juliol de 1492 - 19 d'abril de 1507 mort)
- Johann von der Pfalz † (27 d'octubre de 1507 - 3 de febrer de 1538 mort)
- Pankraz von Sinzenhofen † (15 de novembre de 1538 - 24 de juliol de 1548 mort)
- Georg von Pappenheim † (5 d'octubre de 1548 - 10 de desembre de 1563 mort)
- Vitus von Fraunberg † (21 de juny de 1564 - 21 de gener de 1567 mort)
- David Kölderer von Burgstall † (24 de gener de 1569 - 22 de juny de 1579 mort)
- Filippo de Baviera † (14 de juliol de 1579 - 18 de maig de 1598 mort)
- Sigmund von Fugger † (26 d'octubre de 1598 - 5 de novembre de 1600 mort)
- Wolfgang von Hausen † (14 de gener de 1602 - 3 de setembre de 1613 mort)
- Albert von Toerring-Stein † (17 de febrer de 1614 - 12 d'abril de 1649 mort)
- Franz Wilhelm von Wartenberg † (12 d'abril de 1649 - 1 de desembre de 1661 mort)
- Johann Georg von Herberstein † (9 d'abril de 1663 - 12 de juny de 1663 mort)[3]
- Adam Lorenz von Toerring-Stein † (11 de febrer de 1664 - 16 d'agost de 1666 mort)
- Guidobald von Thun † (16 de març de 1667 - 1 de juny de 1668 mort)
- Albrecht Sigismund de Baviera † (3 de juny de 1669 - 4 de novembre de 1685 mort)
- Joseph Clemens de Baviera † (4 de novembre de 1685 - 1716 dimití)
- Clemens Augus de Baviera † (19 de maig de 1716 - 26 d'abril de 1719 nomenat bisbe de Münster)[4]
- Joan Teodor de Baviera † (14 d'octubre de 1721 - 23 de febrer de 1727 nomenat bisbe de Freising)
  - Joan Teodor de Baviera † (23 de febrer de 1727 - 27 de gener de 1763 mort) (administrador apostòlic)
- Clemente Venceslao de Sassonia † (4 de maig de 1764 - 14 de març de 1768 nomenat arquebisbe de Trèveris)
- Anton Ignaz von Fugger † (12 de juny de 1769 - 15 de febrer de 1787 mort)
- Maximilian Prokop von Törring † (28 de setembre de 1787 - 30 de desembre de 1789 mort)
- Joseph Konrad von Schroffenberg † (21 de juny de 1790 - 4 d'abril de 1803 mort)
- Karl Theodor von Dalberg † (1 de febrer de 1805 - 10 de febrer de 1817 mort)
- Johann Nepomuk von Wolf † (6 d'abril de 1818 - 23 d'agost de 1829 mort)
- Johann Michael von Sailer † (23 d'octubre de 1829 succeduto - 20 de maig de 1832 mort)
  - Georg Michael Wittmann † (25 de juliol de 1832 - 8 de març de 1833 mort) (bisbe elegit)[5]
- Franz Xaver von Schwäbl † (15 d'abril de 1833 - 12 de juliol de 1841 mort)
- Valentin von Riedel † (24 de gener de 1842 - 6 de novembre de 1857 mort)
- Ignatius von Senestréy † (18 de març de 1858 - 16 d'agost de 1906 mort)
- Antonius von Henle † (6 de desembre de 1906 - 11 d'octubre de 1927 mort)
- Michael Buchberger † (19 de desembre de 1927 - 10 de juny de 1961 mort)
- Rudolf Graber † (28 de març de 1962 - 14 de setembre de 1981 retirat)
- Manfred Müller (16 de juny de 1982 - 15 de gener de 2002 retirat)
- Gerhard Ludwig Müller (1 d'octubre de 2002 - 2 de juliol de 2012 nomenat Prefecte de la Congregació de la doctrina de la Fe)
- Rudolf Voderholzer, des del 6 de desembre de 2012

## Sants i Beats de la diòcesi

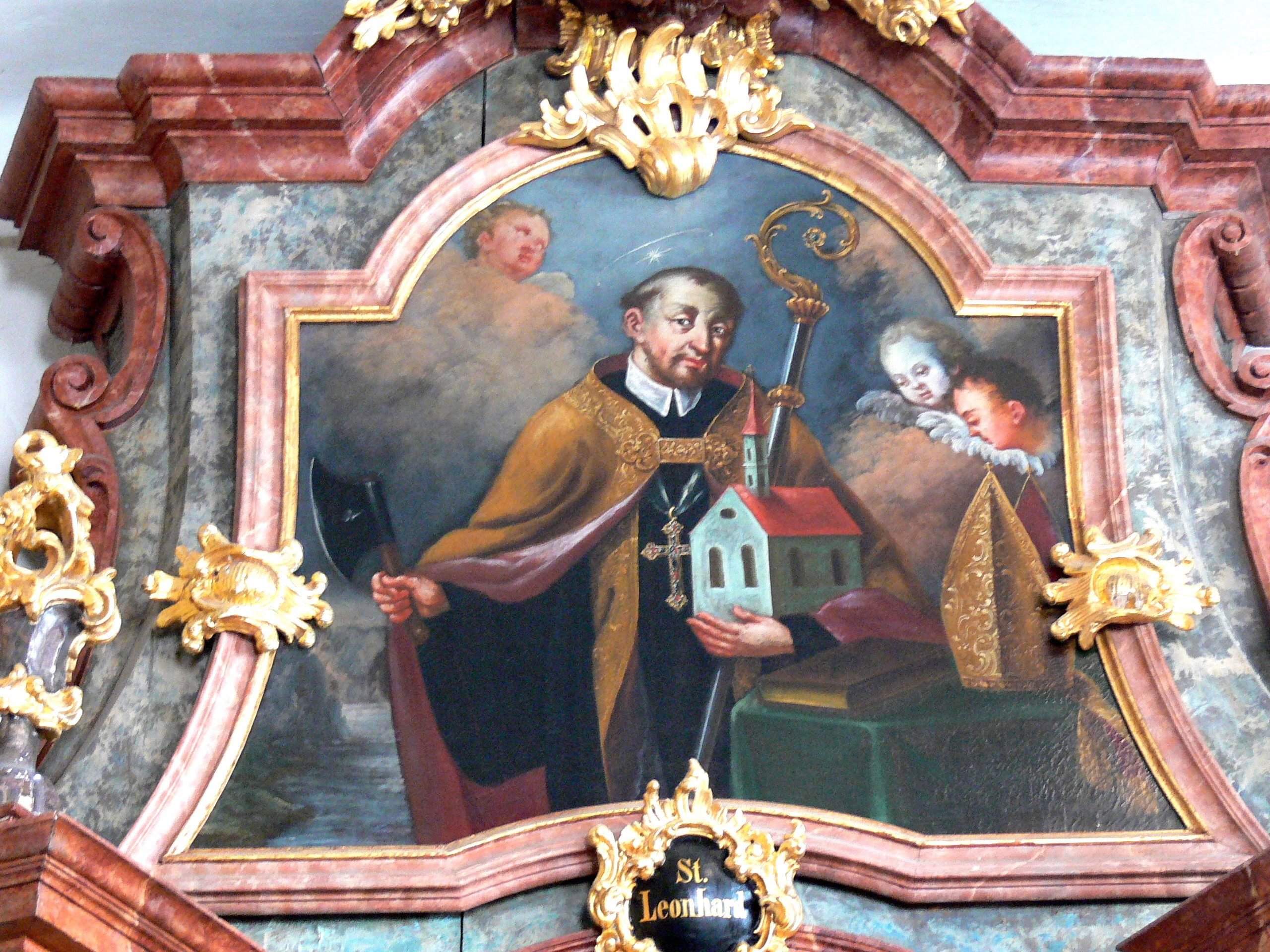
Sant Wolfgang

- San Wolfgang de Ratisbona, patró principal de la diòcesi;
- San Emmerà, patró secundari;
- Sant Erardo, patró secundari;
- Sant Albert Magne, doctor de l'Església;
- Santa Anna Schäffer;
- Beata Maria Teresa de Jesus Gerhardinger
- Beat Friedrich de Ratisbona.